# محمدمهدی زارع
محمدمهدی زارع (زادهٔ ۹ بهمن ۱۳۸۱) بازیکن فوتبال اهل ایران است که در پست مدافع میانی برای باشگاه فوتبال احمد گروزنی در لیگ برتر فوتبال روسیه بازی می‌کند.